# Monastyrschtschina (Smolensk)
Monastyrschtschina (russisch Монасты́рщина) ist eine Siedlung städtischen Typs in der Oblast Smolensk in Russland mit 4065 Einwohnern (Stand 14. Oktober 2010).

## Geographie
Der Ort liegt etwa 50 km Luftlinie südsüdwestlich des Oblastverwaltungszentrums Smolensk gut 25 km von der Staatsgrenze zu Belarus entfernt. Er befindet sich am linken Ufer des rechten Sosch-Nebenflusses Wichra.
Monastyrschtschina ist Verwaltungszentrum des Rajons Monastyrschtschinski sowie Sitz und einzige Ortschaft der Stadtgemeinde Monastyrschtschinskoje gorodskoje posselenije.

## Geschichte
Der Ort geht auf ein Kloster (russisch monastyr) zurück, das sich dort um die Wende zum 14. Jahrhundert befand und ihm den Namen gab. Ab Ende des 18. Jahrhunderts gehörte Monastyrschtschina zum Ujesd Mstislawl des Gouvernements Mogiljow. Im Verlauf des 19. Jahrhunderts entwickelte es sich zu einem der größeren Schtetl der Region mit einem jüdischen Bevölkerungsanteil von über 80 % ab der Mitte des Jahrhunderts.
1929 wurde Monastyrschtschina Verwaltungssitz eines neu geschaffenen, nach ihm benannten Rajons.  Im Zweiten Weltkrieg war der Ort vom 16. Juli 1941 bis Ende September 1943 von der deutschen Wehrmacht besetzt. Im September 1942 wurde im Ort ein Ghetto für die jüdische Bevölkerung eingerichtet. Bis Februar 1942 wurden fast alle Juden aus Monastyrschina und dem Rajon erschossen, insgesamt etwa 4000.
1965 erhielt der Ort den Status einer Siedlung städtischen Typs.

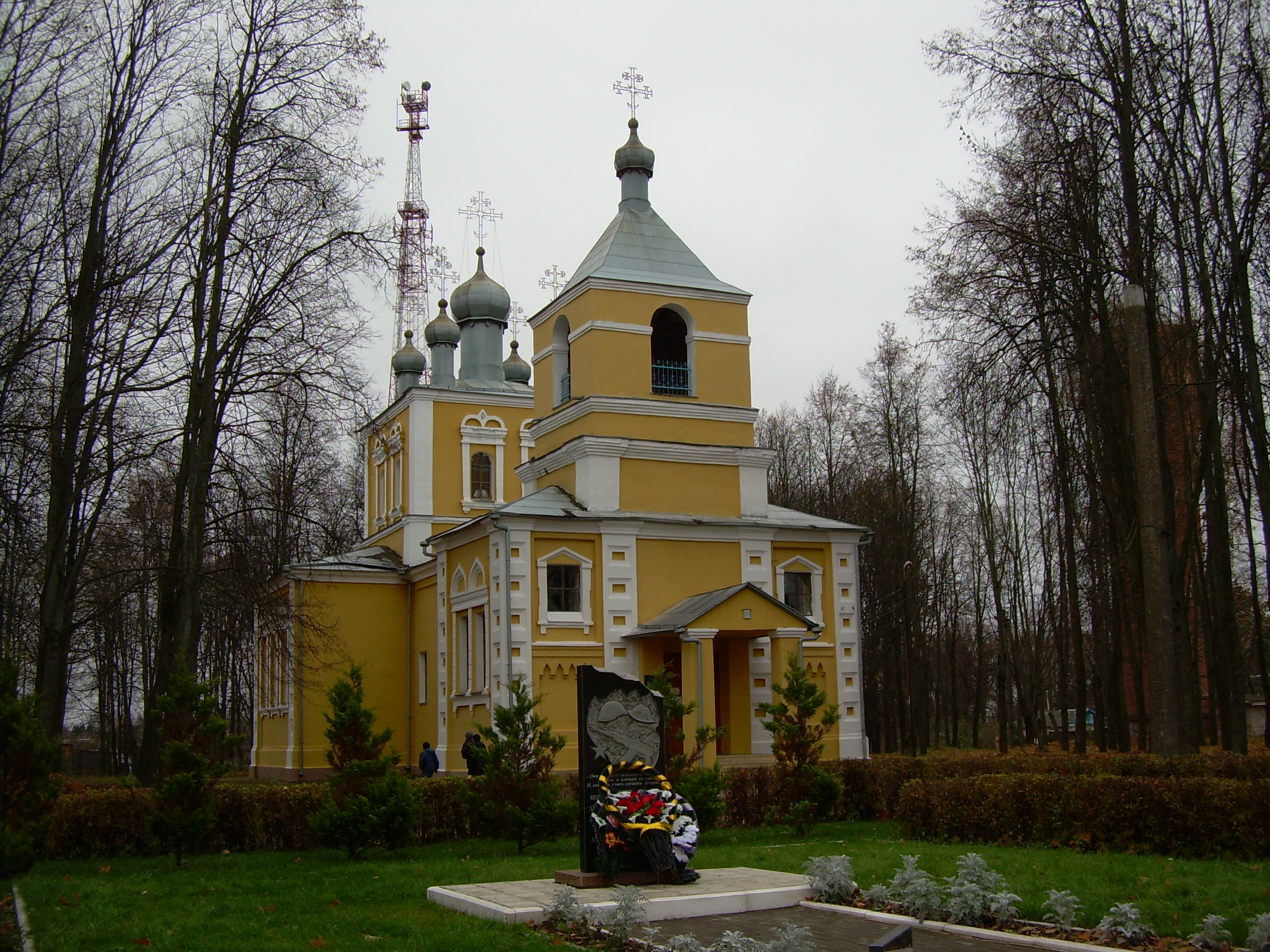
Kirche in Monastyrschtschina
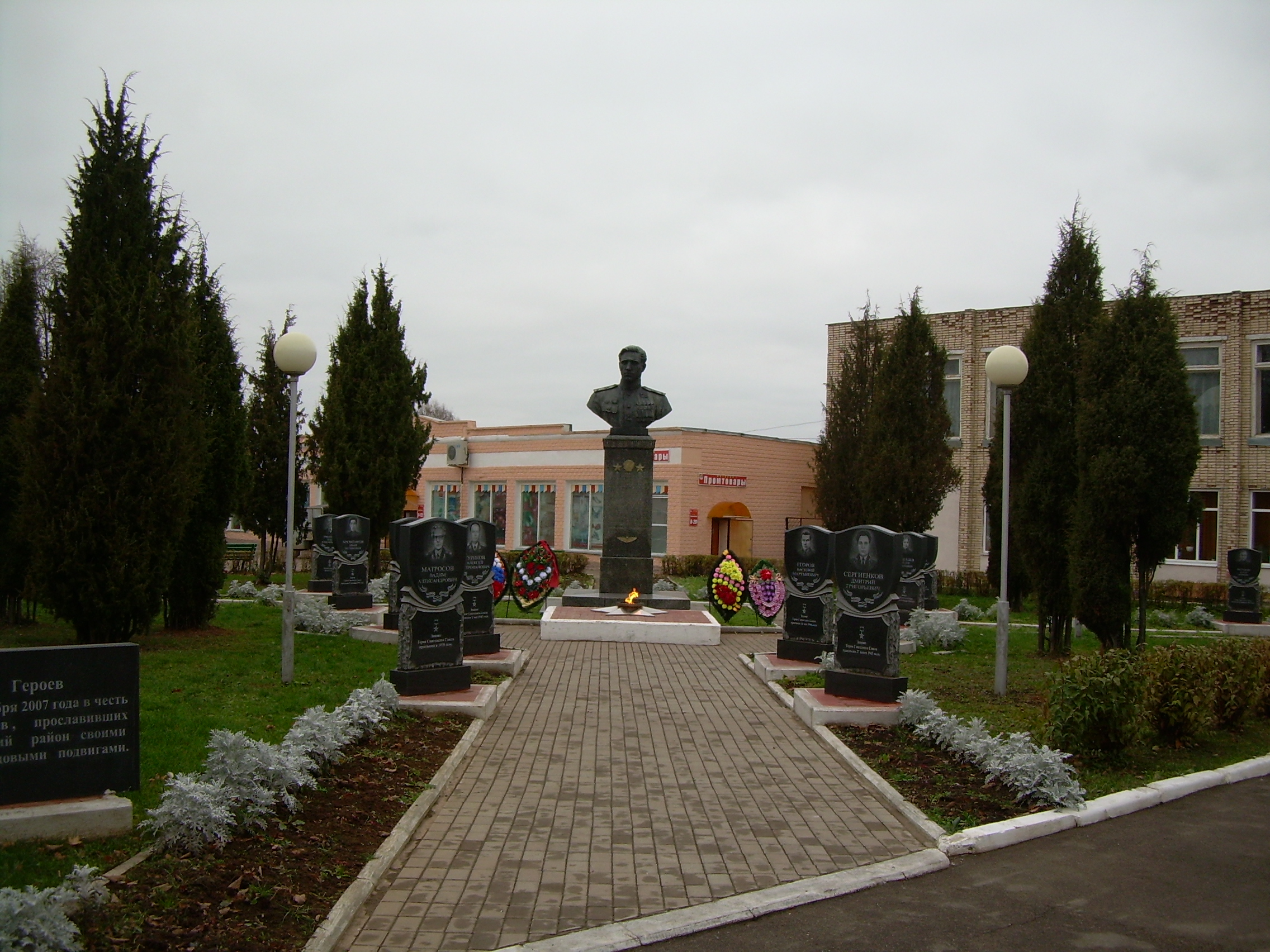
Monument für den Großen Vaterländischen Krieg „Allee der Helden“

## Bevölkerungsentwicklung
| Jahr | Einwohner |
| ---- | --------- |
| 1783 | 0216      |
| 1897 | 2696      |
| 1939 | 2755      |
| 1959 | 2159      |
| 1970 | 3555      |
| 1979 | 4760      |
| 1989 | 5166      |
| 2002 | 4622      |
| 2010 | 4065      |

Anmerkung: ab 1897 Volkszählungsdaten

## Verkehr
Nach Monastyrschtschina führt die Regionalstraße 66K-23, die gut 35 km östlich beim benachbarten Rajonzentrum Potschinok von der föderalen Fernstraße R120 Orjol – Brjansk – Smolensk abzweigt. Nach Südosten führt die 66K-25 nach Chislawitschi, nach Norden die 66K-22 direkt nach Smolensk.
In Potschinok befindet sich die nächstgelegene Bahnstation an der Strecke Brjansk – Smolensk.

## Söhne und Töchter des Ortes
- Peretz Smolenskin (1842–1885), russisch-hebräischer Schriftsteller und Publizist